# 猕猴桃内酯
猕猴桃内酯（英語：Actinidiolide）分子式C11H14O2，是一种不饱和内酯，是家猫（学名：Felis catus）等猫科动物的引诱剂。